# Mistrzostwa Krajów Bałkańskich w Maratonie 2012
Mistrzostwa Krajów Bałkańskich w Maratonie 2012 – zawody lekkoatletyczne, które rozegrano 22 kwietnia w stolicy Serbii Belgradzie pod auspicjami Związku Lekkoatletycznego Krajów Bałkańskich. Czempionat odbył się w ramach 25. Belgrade Marathon. Klasyfikacja mistrzostw Bałkanów została przeprowadzona tylko wśród mężczyzn ponieważ do imprezy zgłosiła się tylko jedna kobieta (Turczynka Esra Güllü).   

## Rezultaty
| Poz. | Zawodnik           | Rezultat |
| ---- | ------------------ | -------- |
| 1.   | Ercan Muslu        | 2:28:15  |
| 2.   | Joanis Papadopulos | 2:28:41  |
| 3.   | Szaban Mustafa     | 2:29:47  |
| 4.   | Ilir Kellezi       | 2:41:29  |
| 5.   | Miloš Mitrić       | 2:55:25  |
| 6.   | Jasmin Štitkovac   | 3:09:55  |
| 7.   | Trajcze Mihow      | 3:13:53  |